# رودريجو دي لا سيرنا
ليونيل رودريجو دي لا سيرنا تشيباليير، ويُعرف اختصارًا بـ رودريجو دي لا سيرنا (بالإسبانية: Rodrigo de la Serna)‏ ممثل وموسيقي أرجنتيني، وُلد في بوينس آيرس في 18 أبريل 1976. حاز جائزة الروح المستقلة من الأكاديمية البريطانية لفنون السينما والتلفزيون عن دور العالم الأرجنتيني ألبيرتو غرانادو الذي لعبه في فيلم يوميات دراجة النارية. وفي بلده، عمل في التلفزيون وحصل على ثلاثة جوائز مارتين فييرو.

## روابط خارجية
- رودريجو دي لا سيرنا على موقع IMDb (الإنجليزية)
- رودريجو دي لا سيرنا على موقع ميتاكريتيك (الإنجليزية)
- رودريجو دي لا سيرنا على موقع روتن توميتوز (الإنجليزية)
- رودريجو دي لا سيرنا على موقع ألو سيني (الفرنسية)
- رودريجو دي لا سيرنا على موقع أول موفي (الإنجليزية)
- رودريجو دي لا سيرنا على موقع قاعدة بيانات الأفلام السويدية (السويدية)
- رودريجو دي لا سيرنا على موقع قاعدة بيانات الفيلم (الإنجليزية)
- رودريجو دي لا سيرنا على موقع ليتربوكسد (الإنجليزية)
- رودريجو دي لا سيرنا على موقع كينوبويسك (الروسية)